# Vallfogona de Balaguer
Vallfogona de Balaguer é um município da Espanha na comarca de Noguera, província de Lérida, comunidade autónoma da Catalunha. Tem 27,1 km² de área e em 2021 tinha 1 912 habitantes (densidade: 70,6 hab./km²).

## Demografia
| Variação demográfica do município entre 1991 e 2004[carece de fontes?] | Variação demográfica do município entre 1991 e 2004[carece de fontes?] | Variação demográfica do município entre 1991 e 2004[carece de fontes?] | Variação demográfica do município entre 1991 e 2004[carece de fontes?] |
| ---------------------------------------------------------------------- | ---------------------------------------------------------------------- | ---------------------------------------------------------------------- | ---------------------------------------------------------------------- |
| 1991                                                                   | 1996                                                                   | 2001                                                                   | 2004                                                                   |
| 1404                                                                   | 1430                                                                   | 1503                                                                   | 1526                                                                   |